# Dainik Basumati
Le Dainik Basumati est un quotidien bengali publié de 1914 à 2003.
Imprimé à Kolkata par la Basumati Corporation Limited, il a été publié pour la première fois le 6 août 1914 et a arrêté sa publication en 2003.

## Historique
En 1881, Upendranath Mukhopadhyay fonde le Basumati Sahitya Mandir. Plus tard, il déplace le lieu de publication à Grey Street puis à Bowbazar Street. En 1895, inspiré par Vivekananda Mukhopadhyaya (en) commence à publier le Weekly Basumati, un résumé des nouvelles du monde entier. Le 6 août 1914, le Dainik Basumati est créé. En 1941, le gouvernement du Bengale censure le quotidien ; la publication du Dainik Basumati est arrêtée et remplacée par le Basumati Telegram.
En 1961, le Basumati Sahitya Mandir rencontre des problèmes internes. Il est acquis par Ashoke Kumar Sen (en), alors ministre du droit de l'Union en 1962. En 1970, la publication du Dainik Basumati est suspendue et la Basumati Corporation Limited ferme ses portes. En 1971, il rouvre mais, quatre ans plus tard, en 1974, la maison d'édition est achetée par le gouvernement du Bengale occidental. En septembre 1992, le Basumati arrête ses opérations à Kolkata et déménage à Siliguri mais, en 2003, la publication cesse définitivement,.